# Ordinariat
Dans plusieurs Églises chrétiennes et notamment l’Église catholique, un ordinariat est une structure ecclésiastique de base — une Église particulière disent les catholiques — qui ne peut être appelée « évêché » ou « diocèse », par exemple pour une raison d’absence de territorialité.
Un ordinariat est dirigé par un ordinaire, donc « habituellement » un évêque, et fonctionne comme un diocèse. Dans l’Église catholique, tous les ordinariats sont exempts et directement subordonnés au Saint-Siège.
Le mot « ordinariat » n’est pas en lui-même défini. Sont en revanche définis :
un ordinariat militaire ;
L’ordinariat militaire est l’équivalent d’un diocèse mais pour les fidèles de l’armée d’un pays et leurs familles, indépendamment de l’endroit où ces personnes se trouvent. Ce type de juridiction existe dans l’Église catholique, mais aussi par exemple dans l’Église anglicane. L’ordinaire doit suivre les règles des aumôniers militaires de son armée.
un ordinariat pour les catholiques orientaux ;
Dans l’Église catholique, un ordinariat pour les fidèles des rites orientaux est une deuxième Église particulière confiée à un archevêque de rite latin en fonction, qui regroupe des fidèles des Églises orientales d’un territoire donné, d’un ou plusieurs autres rites, en l’absence d’une représentation locale de leur Église ou d’une Église de même rite.
un ordinariat personnel pour les Anglicans ;
Dans l’Église catholique, un ordinariat personnel pour les Anglicans entrant en pleine communion avec l’Église catholique, souvent abrégé « ordinariat personnel » ou « ordinariat anglican », est une Église particulière pour les anciens Anglicans étant entrés en communion avec le pape, et suivant comme liturgie spécifique ledit usage anglican.
et le mot est aussi utilisé pour définir :
- l’Ordinariat pour les étudiants étrangers en Belgique, une tentative (unique ?) de l’Église catholique de regrouper les fidèles étrangers appartenant à une même communauté académique ;
- dans les Églises orientales, une juridiction missionnaire pouvant être dirigée par un simple prêtre — l’équivalent d’une préfecture apostolique pour l’Église latine —, par exemple l’ancien ordinariat d’Asmara.